# Farsleben
Farsleben este o comună din landul Saxonia-Anhalt, Germania.